# Tömörkényi Halgazdasági Vasút
A Tömörkényi Halgazdasági Vasút, vagy más néven Csanyteleki Halgazdasági Vasút egy Csanytelek közelében található, egykor kizárólag teherszállításra használt kisvasút, mely a felszabdalt Csaj-tavon létesült halgazdaság szállítási igényeit szolgálta ki 760 milliméter nyomtávolságú, egyvágányú vasúthálózaton. A vasút utolsó üzemnapja 2021. március 31-e volt.

## Története

### Építésének okai
A halastavak közötti szállítás lebonyolítására a kisvasutat találták a legcélszerűbb eszköznek. Ennek legfőbb oka, hogy a tavak között található keskeny, nagy terhelésre alkalmatlan töltés nem lett volna megfelelő megbízható közúthálózat létesítésére. A vasút mellett szólt az is, hogy a közúthálózat kiépítése igen sokba került volna. Az évi 15 000 tonna szállítanivaló, valamint az alkalmazott technika is a kisvasút létesítésének kedvezett. A vasúthálózatot úgy tervezték kialakítani, hogy a használt technikának megfelelően, vonattal az összes haletető- és -teleltető helyhez, zsiliphez, és még egy homokbányához is el lehessen jutni. A kocsik vontatását ekkor még kézi-, illetve állati erővel képzelték el.

### Építése
A Csongrád-Csanád vármegyei Csanytelek határában található a Csaj-tó, amit 1965-ben felszabdaltak. A tavon a Tömörkényi Alkotmány Szövetkezet hozott létre halgazdaságot, melynek szállítási feladataihoz egy 760 milliméter nyomtávolságú, 15 kilométer hosszú vasúthálózatot hoztak létre.
Az 1965. március 25-én jóváhagyott építési program alapján 1967 februárjában beruházási céljavaslat készül a halgazdaság keskeny nyomtávolságú iparvasútjának létesítésére.

### Jelene
Mivel a kisvasúton személyforgalom nem zajlott, így mind a pálya, mind a járművek karbantartása hosszú időn át a minimális szintet is alig érte el, így ez a hálózat hazánk leginkább felújításra szoruló vasútjai közé tartozik. A kisvasút teljes területét 2021. április 15-én vette át a Kiskunsági Nemzeti Park.

## Járműállomány

### Mozdonyok

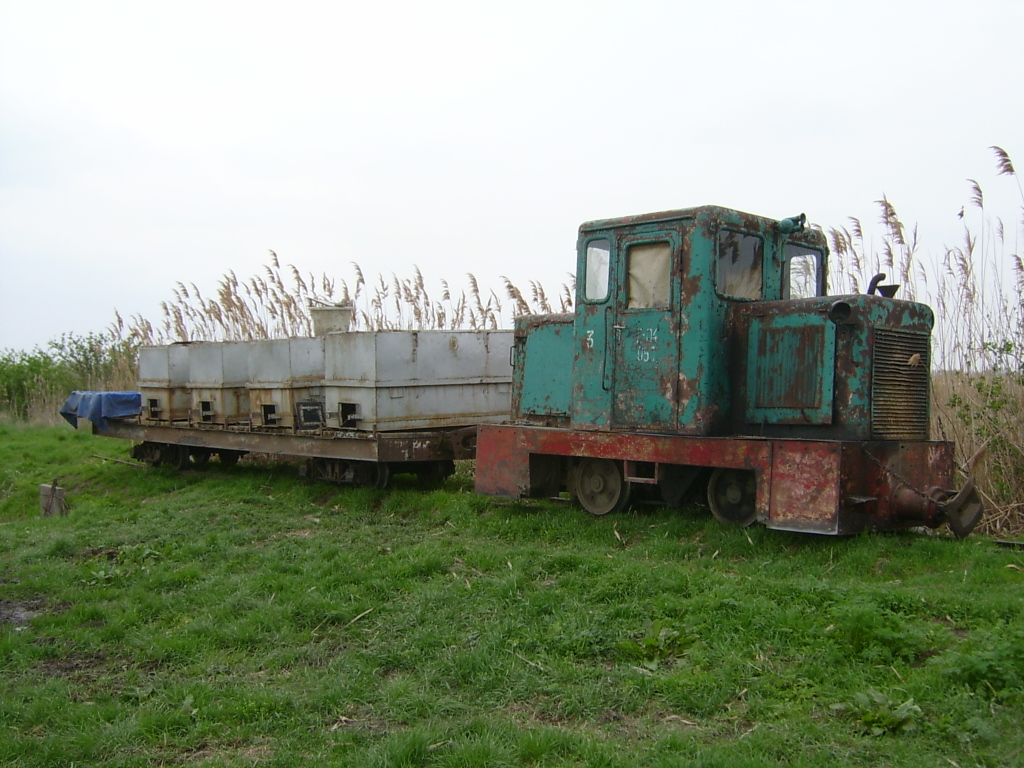
A működőképes (!) 3-as számú mozdony halszállító tartályokkal rakott kocsival

#### C–50-es mozdonyok
- 1; E04–053: Múltja nem ismert
- 2; E04–052; ex. GV 5709: Korábban a Várpalotai-, Öttevényi-, és Balatonfenyvesi GV-ken közlekedett. Tömörkényben 1969. április 18. óta található meg.
- 3; E04–051; ex. KVVG 4509: Korábban a Békéscsabai-, és a Kecskeméti Kisvasúton közlekedett. Tömörkényben 1976. március 11. óta található meg.
- 4; E04–050; ex. GV 3761: Korábban a Dombóvári-, Kaposvári-, Lepsényi- és Villányi GV-ken közlekedett, Tömörkényben 1976 decemberétől található meg.
- 5; E04–049; ex. GV 3708: Korábban a Balatonfenyvesi, Lepsényi és Dombóvári GV-ken közlekedett, Tömörkényben 1979. január 23. óta található meg.

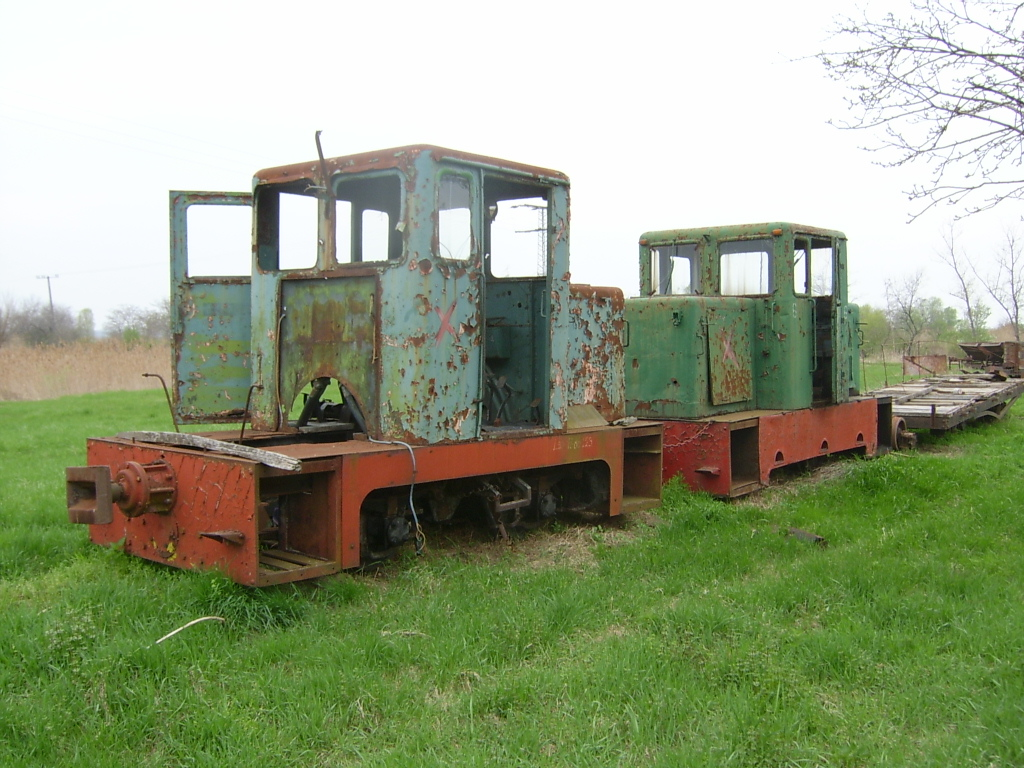
Egy külső és egy belső csapágyazású gép roncsa a fűtőház mellett

- 6; E04-048; ex. GV 3712: Korábban az Ercsi-, Lepsényi- és Dombóvári GV-ken közlekedett, Tömörkényben 1979. január 23. óta található meg.
- M 2003; ex. GV 3776: Korábban a Balatonfenyvesi-, Villányi-, és Dombóvári GV-ken, majd a Dombóvári Úttörővasúton közlekedett. Tömörkényben 1989 óta található meg. (Az egyetlen piros mozdony.)
- GV 5711: Korábban a Balatonfenyvesi- és Várpalotai GV-ken közlekedett, Tömörkényben 1996 eleje óta található meg.

A mozdonyok nagy száma ellenére csak kevés üzemképes, a többi erősen leromlott állapotban található meg a vasútnál. Üzemképes általában a 3-as, az M 2003-as, illetve néha a 4-es.

#### L–60-as mozdony
A helyiek elmondása alapján volt ilyen típusú gép is a vasútüzem tulajdonában, de nagy tengelyterhelése miatt sosem állították üzembe. A mozdony Mezőhegyesről érkezett, 1985 körül vágták szét.

#### B–26-os mozdony
Mezőhegyesről érkezett a vasútra (az L–60-assal együtt) a '70-es években, ahol üzembe is állt. L–60-as társával együtt vágták szét, azonban a vezetőfülkéje máig megtalálható a vasút különböző pontjain.

### Kocsik
A vasúton személykocsi nem üzemel, azonban a Dombóvárról Tömörkénybe került Bak 54127 pályaszámú személykocsi megtalálható a vasúton. Kocsiszekrénye nélkül halszállító teherkocsinak használják. A vasút vontatott állományát Ubn típusú csillék, R-lórék, és négy tengelyes Ja kocsik alkotják. A vasúton található még az egykori Gyulai Gazdasági Vasút Dta 660 pályaszámú permetezőkocsivá alakított kalauzkocsija is.

## Külső hivatkozások
- A Tömörkényi Agrár Kft. honlapja
- Képek a vasútról a kisvasut.hu -n
- Képek a vasútról